# Abbaye d'Abbeyfeale
L’abbaye d'Abbeyfeale (en irlandais Mainistir na Féile) était une abbaye cistercienne irlandaise située à Abbeyfeale, dans le comté de Limerick.
Fondée en 1188, l'abbaye est fermée par la dissolution en 1540.

## Localisation
L'abbaye était située là où se trouve désormais le centre-ville d'Abbeyfeale, au bord de la Feale,.

## Histoire

### Fondation et historiographie
Le fondateur est probablement Domnall Mór Ua Briain, plus connu sous le nom de Donal O'Brien, Dál gCais, qui fut roi de Limerick, roi de Thomond et dernier roi de Munster.
La fondation est postérieure d'environ quinze ans à l'invasion normande de l'Irlande ; malgré cela, elle se veut résolument irlandaise. La survivance d'une communauté complètement irlandaise, y compris dans ses pratiques religieuses, est bien accepté par les plus anciens historiographes cisterciens, comme Carolus Vischius ou Gaspar Jongelincx (de). En revanche, certains historiens plus récents de l'ordre remettent en cause la canonicité de l'abbaye. Pour Leopold Janauschek, il est ainsi impensable qu'Abbeyfeale ait été autre chose qu'une simple grange de Monasteranenagh, ou bien une église locale desservis par ses moines,.
Les chroniques médiévales sont relativement sibyllines et ambiguës. Mais, en outre, elles ne mentionnent aucun abbé d'Abbeyfeale, contrairement à ce qui est dit d'Inislounaght, Abbeydorney, Midleton et Holy Cross, les autres abbayes-filles de Monasteranenagh ; les hypothèses récentes sont qu'Abbeyfeale aurait pu être une abbaye autonome de sa fondation à 1209, mais qu'ensuite, trop pauvre pour subsister sans aide, elle avait été rattachée à sa maison-mère, l'abbaye de Monasteranenagh, beaucoup plus grande, située près de Croom, dans le comté de Limerick.  
1306 Le Livre noir de Limerick indique qu'Abbeyfeale a été détruite par la guerre.
Il semble en tout cas que le monastère, quel qu'ait été son statut canonique réel, ait changé de lieu lors des premières années. Le premier site aurait été l'actuel hameau de Purt, à quelques kilomètres au nord d'Abbeyfeale, le lieu conservant chez les anciens le nom de « leathmhainistir » ou « demi-monastère ».

### Moyen Âge
Compte tenu de sa population, majoritairement sinon exclusivement, irlandaise, Abbeyfeale a probablement participé à la conspiration de Mellifont, prenant partie avec les abbayes irlandaises contre les Anglo-Normands et le chapitre général cistercien ; mais aucune preuve ne l'atteste. L'itinéraire d'Étienne de Lexington lors de sa visite générale de 1228 passe à proximité d'Abbeyfeale, mais cette dernière n'est pas explicitement mentionnée. En tout cas, ce qui est établi, c'est qu'à l'instar des autres rebelles, l'abbaye est placée temporairement sous la responsabilité d'une abbaye non-irlandaise, en l'occurrence Margam, au Pays de Galles.
En 1306, il est écrit dans le Livre noir de Limerick qu'Abbeyfeale a été « détruite par la guerre » lors de la résurgence gaélique. Les destructions sont suffisamment importantes pour qu'Abbeyfeale soit exemptée de toute taxation.

### Dissolution et destruction
L'époque de la dissolution officielle d'Abbeyfeale n'est pas connue ; toutefois, il est probable qu'une communauté de moines ait été autorisée à demeurer sur place même après la confiscation. En tout état de cause, le 16 mars 1580, William Pelham (en) détruit une bonne partie de l'abbaye durant la rébellion des Geraldines du Desmond. Un témoignage graphique de 1655 montre que le clocher avait été laissé en place, ou reconstruit, à cette date. Cet ouvrage pourrait avoir été l'œuvre de son nouveau propriétaire et avoir eu un but plus défensif que religieux,,.
Il est également mentionné qu'une communauté carmélite habite dans ce qui avait été le monastère cistercien à une époque intéreminée, après la fermeture du monastère ; mais cette affirmation est remise en doute par la sévérité de l'interdiction des ordres religieux dans les Îles Britanniques à cette période ; toutefois, la législation semble avoir été suivie avec un certain relâchement à Abbeyfeale durant plusieurs années. Une chapelle est attestée vers 1700 ; il semble qu'elle ait été construite avec les pierers de l'abbaye, mais on ne sait pas s'il s'agit du même bâtiment représentée sur le document de 1655.
À partir de 1828, un curé est à nouveau en place à Abbeyfeale, le culte catholique étant à nouveau autorisé ; une nouvelle église, Sainte-Marie, est construite sur le site.

## Architecture
Le seul témoignage graphique existant est une esquisse datée de 1655 montrant une tour assez haute surmontée d'une flèche assez élancée, ce qui est assez contraire aux principes de l'architecture cistercienne et suggère une reconstrution remontant au maximum au XVe siècle et peut-être plus récente encore.